# Empolamento de onda
Na dinâmica de fluidos, o empolamento de onda é o efeito por meio do qual ondas oceânicas, ao entrarem em águas rasas, sofrem mudanças de comprimento, ou altura. Isso é causado pelo fato de que a velocidade de grupo, que também é a velocidade de deslocamento das forças de onda, sofre variações a partir da profundidade da água. Sob condições estacionárias, uma diminuição na velocidade de transporte deve ser compensada por um aumento na densidade de energia, a fim de manter um fluxo constante de energia. Ondas em empolamento exibem uma redução de comprimento enquanto que a  frequência permanece em constância.